# WASP-189 b
WASP-189 b (також відомий як WASP-189b, HD 133112b і HD 133112 b') — це екзопланета, яка має орбітальний період навколо своєї приймаючої зірки, WASP-189 (HD 133112), менше трьох земних днів і знаходиться приблизно в 322 світлових роках від Сонячної системи у сузір'ї Терезів. WASP-189b — газовий гігант в 1,6 рази більше Юпітера.